# چار لاتا
چار لاتا (به لاتین: Char Lata) یک روستا در بنگلادش است که در استان باریسال و در ناحیه باریسال واقع شده است.